# Serralada Ampato
Las serralada Ampato (en castellà Cordillera Ampato) és una petita secció de la gran serralada dels Andes que es troba al sud del Perú. Conjuntament amb la serralada Volcánica, serralada Chila i serralada del Barroso, formen l'Arc volcànic del Perú als departaments de Ayacucho, Apurímac, Arequipa, Cusco, Moquegua, Puno i Tacna. El cim més alt és el Coropuna, amb 6.425 msnm.
La serralada Ampato és el resultat de l'aixecament de la placa Sud-americana per acció de la placa de Nazca que s'introdueix per sota.

## Cims més alts
Els cims més alts de la serralada superen els 6.000 metres i estan coberts per glaceres.
| Muntanya      | Altura       |
| ------------- | ------------ |
| Coropuna      | 6.425 metres |
| Ampato        | 6.288 metres |
| Solimana      | 6.093 metres |
| Hualca Hualca | 6.025 metres |
| Sabancaya     | 5.976 metres |
| Sara Sara     | 5.505 metres |